# Peter Ellis Bean
El Coronel Peter Ellis Bean (Pedro Elías Bean) (8 de junio de 1783, Bean Station, Tennessee – 3 de octubre de 1846, Jalapa, Veracruz) fue un militar estadounidense-mexicano. 
Bean nació en Tennessee en 1783 siendo hijo de Elizabeth Blair y William Bean. En 1800, a los 17 años de edad, su padre lo envió a Misisipi en bote, mismo que colapsó cerca de Muscle Shoals, Alabama, teniendo Bean que escapar sin nada más que sus ropas. Continuó entonces el viaje hacia Natchez, Misisipi, donde se unió a la expedición de Philip Nolan a Tejas, con la promesa de conseguir oro y plata.
El 21 de marzo de 1801, 120 hombres del Ejército español bajo el mando del Teniente Miguel Francisco Múzquiz, quién dejó Nacogdoches en busca de Nolan. Cuando finalmente fueron encontrados, muchos filibusteros de Nolan se rindieron inmediatamente, sobre todo luego de la muerte de su comandante Nolan. Bean, sin embargo, se opuso a la rendición, pero fue capturado. Bean fue el segundo al mando de la expedición.

## Origen familiar
El abuelo de Ellis Peter Bean, William Bean, fue el primer colono americano en las orillas del río Watauga, en el Tennessee. Procedente del condado de Pittsylvania en Virginia, su asentamiento quedó ubicado cerca de lo que actualmente se conoce como Elizabethtown y pronto fue seguido por familiares y amigos. Durante la guerra de independencia de los Estados Unidos, construyeron el "Fuerte Watauga". En 1776, dicho fuerte fue defendido exitosamente contra los indios Cheroqui, aliados de los ingleses. Durante el combate, la abuela de Ellis Peter Bean,  fue raptada junto con el joven Samuel Moore y llevados por los Cheroquis al pueblo de Tuskegee. Fueron condenados a morir quemados atados a un poste. Nancy Ward, hija de un oficial británico y conocida como "la mujer bien amada" en la tribu, salvó la vida de la Sra. Bean.
William tuvo dos hijos con su mujer, Russell Bean y William Bean. Éste fue comerciante en Jonesboro y su mujer, Elizabeth Blair, dio a luz a un varón al que llamaron Ellis Peter Bean en 1783. Su madre casó por segunda vez con Mr. Shaw quien tenía un hijo llamado William.
Russell Bean también vivió en Jonesboro pero desempeñando el oficio de armero, que aprendió en un viaje a Connecticut. De niño Ellis Peter Bean trabajó en el taller de su tío donde aprendió a fabricar pólvora y armas.

## Su papel en la expedición de Philip Nolan
A sus 17 años quiso viajar por su cuenta pero su padre no le dio permiso debido a su corta edad. Cuando la ciudad de Natchez pasó a ser parte de Estados Unidos, se abrió el comercio y fue enviado por su padre a dirigir un barco con cargamento de harina y whisky por el río, permitió que un joven de su edad llamado John Word introdujera su cargamento y lo acompañara. En un lugar del río llamado Muscleshoals, su bote chocó con una roca y perdieron su cargamento. John Word quiso regresar pero Bean mejor se fue a Natchez, donde tenía parientes, subiendo a otro barco.
Una vez en dicha ciudad, fue a vivir con una tía y después al rancho de un tío. Allí conoció a Philip Nolan que estaba organizando una expedición a Texas y lo invitó a sumarse. Su tío no le dio permiso pero cuando Nolan y sus expedicionarios pasaron por el rancho, los tíos de Bean no estaban y se escapó con ellos.
Durante la expedición de Philip Nolan, conoció a diversas tribus de indios y cazó caballos salvajes. Pronto la expedición era perseguida por los españoles debido a irregularidades en el permiso para explorar el territorio y el temor que generaban para las autoridades españolas 21 aventureros bien armados.
Los expedicionarios fueron rodeados y atacados muriendo en ese combate su líder, Philip Nolan. Fueron perseguidos los sobrevivientes hasta rendirse. Bean luchó valientemente hasta el final. Hubo una tregua, se negoció la rendición y fueron llevados a Nacogdoches, Tejas.

## Prisionero de la Nueva España
A los expedicionarios se les había prometido repatriarlos, pero en vez de eso fueron llevados como prisioneros a Chihuahua a solicitud del gobernante de esa entidad. El caso de los expedicionarios fue llevado a los tribunales de España. A los prisioneros se les dio libertad condicional mientras recibían su sentencia, con la condición de dormir todos los días en las barracas de los soldados españoles. A Bean se le permitió ser fabricante de sombreros hasta volverse el más famoso de la ciudad. Con las ganancias Salió de deudas y ahorró para poder fugarse más adelante.
A los cuatro años de su oficio como sombrerero hizo el plan para escapar. Dejó la sombrerería a un contramaestre y con su compañero Thomas House hizo desertar a dos soldados españoles, compró armas y caballos. Su carta donde especificaba la forma de escapar cayó en manos de otro compañero de la Expedición de Nolan llamado Tony Watters, quien denunció a los oficiales españoles el plan. A Bean le quitaron sus privilegios y fue encerrado en un calabozo con cepo por un tiempo.
Al año, Bean planeó un viaje a Nuevo México con su amigo Thomas, recibiendo permiso de un General. La idea era fugarse con los indios comanches que encontraran en el camino. Sin embargo, Thomas enfermó gravemente y no pudo acompañar a Bean. Este fue alcanzado por un mensajero, regresó a chihuahua y de nuevo fue encerrado en un calabozo. También encerraron a sus ocho compañeros sobrevivientes de la expedición. La razón fue que había llegado la sentencia del tribunal de España: por haber disparado contra los soldados del Rey se ahorcaría un hombre entre cinco. Se decidió ahorcar solo a uno y el sorteo fue por medio de dados, el número más bajo lo obtuvo Ephraim Blackburn y fue ejecutado.
De los prisioneros, cuatro fueron liberados y otros cuatro fueron conducidos a la Prisión del Puerto de Acapulco. En el trayecto, en la ciudad de Salamanca, una viuda llamada María Baldonada se enamoró de Bean y quiso ayudarle a escapar pero él se negó creyendo que su liberación estaba próxima. En el Castillo de Acapulco fue separado de sus compañeros y encerrado solo en un calabozo, allí cazando moscas domesticó un lagarto que popularmente se le conocía como “quija”, al cual nombró “Bill”.
Intentó dos fugas, en la primera se hizo pasar por enfermo para trasladarlo a un hospital donde enfermó de verdad, a su salida y durante el traslado al Castillo de Acapulco engañó a los dos guardias que lo trasladaban y escapó, contactó a unos corsarios irlandeses a quienes les pidió que lo rescataran pero un cocinero portugués lo reportó a las autoridades y fue capturado.
Su segunda oportunidad llegó al hacer desertar a un guardia apellidado Corral y poniendo de acuerdo a algunos presos para amotinarse cuando hubiera oportunidad, esta se presentó cuando hubo la necesidad de derribar unas peñas y solo Bean conocía como colocar cartuchos de dinamita. El día del trabajo, Bean golpeó en la cabeza a un guardia y a su señal cuarenta presos se amotinaron contra veinte guardias a los que hicieron huir con piedras y luego escaparon en todas direcciones. Durante su huida contrató a un labrador como guía pero fue capturado en un pueblo y ellos fueron rodeados por setenta soldados, lograron abrirse paso a golpes de sable y garrote. Sin embargo, fueron alcanzados y rodeados por treinta soldados. Aunque se resistieron sí fueron capturados. Corral fue condenado a diez años de esclavitud en Veracruz.

## Guerra de Independencia de México
Permaneció en prisión hasta noviembre de 1811, cuando fue puesto en libertad después de ser voluntariado para luchar con los realistas en contra de los insurgentes del general José María Morelos, que había asediado Acapulco luego de la Batalla de Tres Palos. Sin embargo, en cuanto Bean encontró una oportunidad logró escapar, uniéndose a Morelos, y ayudando a la toma de la ciudad. En el ejército insurgente Bean fue ascendido en varias ocasiones debido en gran parte por sus profundos conocimientos en municiones. Estableció varias fábricas de pólvora y de los hornos de fundición de cañones."

## Regreso a los Estados Unidos
Quince años después de haber dejado los Estados Unidos, Bean como Coronel del Ejército Mexicano y como emisario de José María Morelos para pedir apoyo estadounidense a la causa independentista, obteniendo muy poco éxito. En Nueva Orleans se reunió con el pirata Jean Lafitte, ofreciendo ambos sus servicios al General Andrew Jackson en la batalla de Nueva Orleans contra los británicos, participando junto a las fuerzas estadounidenses. Es entonces que Bean entabla una gran amistad con Lafitte, quién le promete ayuda a las fuerzas mexicanas hostilizando barcos españoles. 
El 18 de febrero de 1815 Bean navegó en el barco Águila de regreso a México, sin embargo fue enviado de vuelto como emisario mexicano en los Estados Unidos por José Manuel Herrera y Juan Nepomuceno Almonte, hijo de Morelos. Mientras Bean regresaba al país, Morelos fue capturado y fusilado, por lo que junto dinero para comprar unas mulas y seguir la lucha de independencia.
Bean se casó con Magdalena Falfán de los Godos, y juntos intentaron ir a los Estados Unidos. A pesar de ello, en 1816 Bean fue capturado por los realistas en Veracruz. Luego de su fuga, intentó regresar a Nueva Orleans, pero por consentimiento mutuo junto con su esposa permanecieron en México. Residió por un tiempo en territorio neutral, lugar donde escribió sus memorias. Luego de la muerte de su esposa se casó en 1818 con Candace Midkiff. En 1820 la pareja se mudó a Arkansas, donde su hijo Isaac Bean nació en 1821.

## De vuelta en México
Al recibir noticias de la Independencia de México, Bean se mudó con su familia a Nacogdoches, Tejas, esperando ser reconocido y premiado por sus servicios durante la insurgencia. Luego se estableció en Mound Prairie, cercano al río Neches en el Viejo Camino a San Antonio. En 1825 Bean fue a la Ciudad de México, donde se le reconoció su grado de Coronel y se le entregaron tierras. Fue agente mexicano ante la tribu cheroqui y ante otras tribus en Texas. 
Participó en apoyo mexicano en la Rebelión de Fredonia de 1826, logrando mantener a los Cheroquis como neutrales. Fue comandante de una línea militar en Fuerte Terán en 1831 ayudando a la comandancia central ubicada en Nacogdoches en 1832, convirtiéndose en jefe militar interino del Este de Tejas. A pesar de no haber participado en la Independencia de Texas, fue arrestado por el general Sam Houston en abril de 1836.
Luego de la Independencia de Texas, Bean continuó viviendo en Nacogdoches hasta 1843, cuando regresó Jalapa, Veracruz. Murió en 1847, a los 63 años de edad.